# حارة الباب
حارة الباب هي من حارات مكة المكرمة، تقع في مدخل مكة الغربي بحي الشبيكة، ومنها كان دخول الصحابي خالد بن الوليد يوم الفتح، بناء على أمر رسول الله له بذلك، كما أمره أن يركز عند منتهى البيوت وأدناها أي أقربها إلى الثنية وهي ثنية كدا بلا مد.
وكان مغرز رايته عند أول بيوت مكة المكرمة وقد بني علي هذا الموضع المسجد المعروف بمسجد خالد بن الوليد ويقع على يمين الصاعد من الحرم إلى التنعيم في الحارة المعروفة بحارة الباب والتي تعد جزءا من الشبيكة وقد جدد هذا المسجد سنة 1280هـ ثم أعيد بناؤه في العهد السعودي سنة 1377هـ ولا يزال قائما حتى الآن.